# Mrtvice (gmina Kočevje)
Mrtvice – wieś w Słowenii, w gminie Kočevje. W 2018 roku liczyła 43 mieszkańców.